# Wolfhagen (Nederland)
Wolfhagen (Limburgs: Woufhage) is een buurtschap in Schinnen, gemeente Beekdaelen in het zuiden van de Nederlandse provincie Limburg. De buurtschap ligt in het Kakkertdal aan de voet van de Putherberg. Het plaatsje kenmerkt zich door een lintbebouwing aan de gelijknamige straat Wolfhagen, die een verbindingsweg vormt met de eveneens tot de gemeente Beekdaelen behorende plaats Oirsbeek. Het Fabritiushuis (17e-eeuws renaissancehuis) is een van de oudste monumenten binnen de gemeente Beekdaelen, en doet thans dienst als vakantieaccommodatie.

## Bokkenrijders
Rond de 17e eeuw werden in Wolfhagen de eerste Bokkenrijdersbendes opgericht. Door armoede gedreven bundelden mensen van allerlei allooi hun krachten en formeerden groepen die vooral middels brandbrieven de gevestigde orde onder druk probeerden te zetten. De bendeleider van die eerste bokkenrijdersbende was Geerling Daniëls, die destijds in Wolfhagen woonde. Omdat de gevestigde orde de Bokkenrijders als criminelen bestempelde, werden velen van hen nadat ze gevangen waren genomen vastgezet in de kerkers van Kasteel Terborgh en na veroordeling terechtgesteld (opgehangen) in het nabijgelegen Danikerbos.
Wolfhagen was ook de plaats waar de bokkenrijders rituelen pleegden, getuige de volgende verklaring van een bendelid:
"dat hij de eed heeft gedaan in het boske achter Wolfhagen, toen aldaer een keertse (kaars) in een dode hand staande werd aangestoken en op een neusdoek op de grond gezet, en daar naast een dooske waarin een grote en een kleine geconsacreerde hostie, dat hij gedetineerde moest beloven van geen kameraden te beklappen waar het ook zo dat zij zouden gevangen worden en door de tortuur (martelen) daartoe gedwongen, ten dien einde God afzwerende en de Duivel toe, toen opstekende de twee voorste vingeren en de duim van de rechterhand en zo zij zouden gevangen worden en door de tortuur moesten bekennen en ter dood werden gebracht dat zij alsdan alles zouden herroepen."